# Sylvia boehmi
Sylvia boehmi е вид птица от семейство Коприварчеви (Sylviidae).

## Разпространение
Видът е разпространен в Етиопия, Кения, Сомалия и Танзания.